# 创业 (电影)
《创业》由长春电影制片厂于1974年摄制，是一部反映石油工人奋斗精神的电影。影片摄制于中华人民共和国文化大革命时期，描述中华人民共和国成立后的二十世纪五、六十年代中国石油工人发扬“铁人”精神，克服重重困难，使中国实现原油自给的事迹。是“文革”中摄制的为数不多的故事片之一，上映后引起了中华人民共和国全国性轰动。
该片的拍摄和上映过程十分曲折，由於反映了“文革”前石油工業的成就，遭到江青的責難，毛泽东曾亲自就该片作批示「此片無大錯，建議通過發行。」

## 制作人员
- 编剧：大庆 长影《创业》创作组集体创作，张天民执笔。
- 导演：于彦夫
- 摄影：王雷
- 美术：王崇
- 作曲：秦咏诚
- 演奏 演唱：长影乐团 辽宁省歌舞团
- 独唱：边桂荣
- 指挥：尹升山
- 大庆油田 玉门石油管理局 中国人民解放军兰州部队、沈阳部队协助拍摄

## 主要演员
- 张连文 饰 周挺杉
- 李仁堂 饰 华程
- 陈　颖 饰 章易之
- 朱德承 饰 油娃
- 宫喜斌 饰 秦发奋
- 章　杰 饰 许光发
- 王者兰 饰 姚云明
- 邵德兴 饰 范师傅
- 迟志强 饰 魏国华
- 欧阳如秋 饰 周大娘
- 李　瑛 饰 陈淑芬
- 张冲霄 饰 老周师傅
- 浦　克 饰 田大爷
- 刘庆生 饰 赵春生
- 刘树纲 饰 王副指挥
- 刘国祥 饰 冯超
- 庞万灵 饰 美国顾问

## 外部連結
- 时光网上《创业》的資料（简体中文）
- 豆瓣电影上《创业》的資料 （简体中文）
- 互联网电影数据库（IMDb）上《创业》的资料（英文）